# 혼례대첩
《혼례대첩》은 2023년 10월 30일부터 2023년 12월 25일까지 방영된 KBS 2TV 월화 드라마이다.

## 프로그램 소개
조선 시대 청상부마와 청상과부가 만나 원녀, 광부 ‘혼례 대작전’을 펼치는 고군분투 중매 코믹 멜로 드라마

## 제작진

### 제작사
- FNC STORY
- 씨네주 유한회사

### 극본
- 하수진: (영화 《키다리아저씨》(공동 각색), 영화 《남자사용설명서》(공동 각본), 영화 《레드카펫》(공동 각색), KBS 2TV 수목 드라마 《대박부동산》(공동 집필) 집필

### 연출
- 황승기: KBS 2TV KBS 드라마 스페셜 《혼자 추는 왈츠》(연출), KBS 2TV KBS 드라마 스페셜 《강덕순 애정 변천사》(연출), KBS 2TV KBS 드라마 스페셜 《나의 흑역사 오답노트》(연출), KBS 2TV KBS 드라마 스페셜 《닿을 듯 말 듯 (연출), KBS 2TV 월화 드라마 《라디오 로맨스》(공동 연출), (연출), KBS 2TV 수목 드라마 《저스티스》(공동 연출), KBS 2TV 수목 드라마 《출사표》(공동 연출) 연출
- 김수진: KBS 2TV KBS 드라마 스페셜 《열여덟 해달들》(연출) 연출

### 미술
- KBS아트비전 : <장식디자인> 김아름, <장식> 조광휘,최근남,권순필,김동휘

## 출연진

### 주요 인물
- 로운: 심정우 역 - (부마 / 한양 최고의 울분남)
- 조이현: 정순덕 역 - (좌상집 둘째 며느리, 방물장수)

### 심정우 주변인물들
- 김현목: 김오봉 역 - (정우의 집사)
- 김건호: 유 의원 역 - 정우의 주치의, 어의 출신 의원으로 백초방을 운영하고 있다.
- 김연우: 심명우 역 - (정우의 형)
- 이상구: 심진호 역 - (정우의 아버지)

### 정순덕 주변인물들
- 허남준: 정순구 역 - (순덕의 오빠, 비혼주의자.)
- 방은정: 개동이 역 - (좌상집 찬비)

### 좌상家 사람들
- 박지영: 박소현 역 - (정경부인 / 비선실세)
- 이해영: 조영배 역 - (좌의정, 동노파 당수)
- 이순원: 박복기 역 - (병판 / 악질 호색한)
- 오예주: 조예진 역 - (좌상집 고명딸)
- 김시우: 조근석 역 - (순덕의 아들)
- 박성진: 조인현 역 - (좌상집 장남)
- 윤여원: 조인국 역 - (순덕의 남편)
- 김가영: 삼월어미 역 - (좌상집 하인)

### 궁궐 사람들
- 조한철: 임금 역 - (조선의 왕, 정우의 장인)
- 진희경: 중전 역 - (이재의 어머니)
- 홍동영: 이재 역 - (세자)
- 서진원: 도승지 역 - 남장파의 수장으로 임금이 믿는 최측근 인사, 성실함으로 뭉쳐 있다.
- 박현정: 숙빈 박씨 역 - (진성군의 어머니)
- 김다흰: 김문건 역 - (판윤)
- 휘영: 이좌랑 역 - 문무에 능한 박복기의 심복, 과묵하여 무슨 생각을 하는지 알 수 없다.(4회~)
- 박채영: 효정공주 역 - (공주 / 정우의 아내)

### 맹박사家 사람들
- 최희진: 조씨 부인 역 - (맹박사집 세 자매의 어머니, 쌍연술사.)
- 정신혜: 맹하나 역 - (맹박사집 장녀)
- 박지원: 맹두리 역 - (맹박사집 둘째)
- 정보민: 맹삼순 역 - (맹박사집 셋째)

### 인기가요 1위 후보
- 손상연: 이시열 역 - (성균관 유생)
- 최경훈: 윤부겸 역 - (광부 24호, 예진의 첫사랑)
- 빈찬욱: 허숙현 역 - (광부 23호)
- 정우재: 김집 역 - (광부 12호)
- 조창희: 장춘배 역 - (광부 15호)
- 고덕원: 한종복 역 - (광부 16호)

### 홍월객주 사람들
- 박환희: 여주댁 역 - (도화분 제작자)
- 정승길: 홍천수 역 - (홍월객주 대표)
- 정연: 이씨 역 - (방물장수 사인방)
- 정지안: 마산댁 역 - (방물장수 사인방)
- 박보배: 전주댁 역 - (방물장수 사인방)
- 이소이: 개성댁 역 - (방물장수 사인방)
- 이예주: 복희 역 - (여주댁 딸)

### 그 외 인물
- 김동호: 안동건 역 - [추노꾼(전 종사관)]
- 이창민: 매골승 / 소천 역 - 선화사에서 매골승으로 있으면서 자신과 중생을 구제하는 일에 힘을 기울인다
- 우현주: 정씨 부인 역 - (시열의 어머니)
- 장혜진: 송진사댁 부인 역 - 돈만 있는 집안이란 소리 듣기 싫어 딸을 좋은 집에 시집 보내는 것이 인생 최대 목표다(1회 특별출연)
- 양아름: 이초옥 역 - (하나의 절친)

### 기타 인물
- 오은진: 연희 역
- 미상: 도승지의 둘째 아들 역
- 미상: 박복기의 집사 역
- 미상: 진성군 역
- 미상: 명나라 역관 역
- 미상: 건강미 넘치는 처자 역

## 시청률
최저 시청률과 최고 시청률은 시청률 조사회사와 지역별로 시청률에 차이가 있을 수 있습니다.
| 2023년 | 2023년    | 2023년     | 2023년     | 2023년 |
| 회차   | 방송일    | AGB 시청률 | AGB 시청률 |        |
| 회차   | 방송일    | 한국(전국) | 수도권     |        |
| ------ | --------- | ---------- | ---------- | ------ |
| 제1회  | 10월 30일 | 4.5%       | 4.2%       |        |
| 제2회  | 10월 31일 | 3.6%       | 3.4%       |        |
| 제3회  | 11월 6일  | 4.0%       | 4.0%       |        |
| 제4회  | 11월 7일  | 3.9%       | 3.7%       |        |
| 제5회  | 11월 13일 | 3.5%       | 3.5%       |        |
| 제6회  | 11월 14일 | 3.7%       | 3.4%       |        |
| 제7회  | 11월 20일 | 3.3%       | 3.6%       |        |
| 제8회  | 11월 27일 | 3.9%       | 4.1%       |        |
| 제9회  | 11월 28일 | 4.1%       | 4.0%       |        |
| 제10회 | 12월 4일  | 3.4%       | 3.4%       |        |
| 제11회 | 12월 5일  | 4.3%       | 4.2%       |        |
| 제12회 | 12월 11일 | 4.3%       | 4.3%       |        |
| 제13회 | 12월 12일 | 4.4%       | 4.6%       |        |
| 제14회 | 12월 18일 | 5.0%       | 5.1%       |        |
| 제15회 | 12월 19일 | 5.0%       | 5.4%       |        |
| 제16회 | 12월 25일 | 5.8%       | 6.0%       |        |

## 결방 사유
- 2023년 11월 21일 : 2026년 FIFA 월드컵 아시아 지역 2차 예선 《대한민국 VS 중국》 중계방송 편성으로 인한 결방.

## 참고 사항
- 김현목, 로운은 MBC 수목 드라마 《어쩌다 발견한 하루》 이후 4년 만에 재회하여 캐스팅 되었다.

## OST
- Part.1 테오(피원하모니) - 반이라서(2023. 10. 30. 발매)
- Part.2 엄태민(Hi-Fi Un!corn) - 사랑이 내려와(2023. 11. 13. 발매)
- Part.3 인성(SF9) - 사랑한다는 말(2023. 11. 27. 발매)
- Part.4 보라 (체리블렛) - 사랑이 또 올까 봐

## 수상 목록
- 2023년 KBS 연기대상
  - 여자 인기상 : 조이현
  - 남자 인기상 : 로운
  - 베스트 커플상 : 로운&조이현
  - 남자 조연상 : 조한철
  - 미니시리즈 부문 여자 우수상 : 조이현
  - 남자 최우수상 : 로운

## 같이 보기
- 대한민국의 텔레비전 드라마 목록 (ㅎ)
- 2023년 대한민국의 텔레비전 드라마 목록